# Băgău (sit SCI)
Băgău este o arie protejată (arie specială de conservare — SAC, sit de importanță comunitară — SCI) din România, desemnată în scopul protejării biodiversității și menținerii într-o stare de conservare favorabilă a florei spontane și faunei sălbatice, precum și a habitatelor naturale de interes comunitar aflate în arealul zonei de protecție. Aceasta este situată în Transilvania (în Podișul Târnavelor), pe teritoriul județului Alba.

## Localizare
Aria naturală se întinde în partea nord-estică a județului Alba (pe teritoriile administrative ale orașelor Aiud și Ocna Mureș și cele ale comunelor Hopârta și Lopadea Nouă), în imediata apropiere a drumului național DN1, care leagă municipiul Alba Iulia de orașul Turda.

## Înființare
Zona a fost declarată sit de importanță comunitară prin Ordinul Ministerului Mediului și Dezvoltării Durabile Nr.1964 din 13 decembrie 2007 (privind instituirea regimului de arie naturală protejată a siturilor de importanță comunitară, ca parte integrantă a rețelei ecologice europene Natura 2000 în România) și se întinde pe o suprafață de 3.168 hectare. Situl include și aria protejată Tăul fără fund de la Băgău, rezervație naturală de interes peisagistic (ochiuri de apă, lacul și zona împrejmuitoare, turbării) ce adăpostește și protejează floră și faună de mlaștină. Acesta este străbătut de mai multe pârâie (Hârtopa, Băgău, Valea Dosului) tributare râului Mureș. Situl a fost protejat și ca arie specială de conservare (ROSAC0403) în mai 2022.

## Biodiversitate
Situl Băgău constituie o zonă naturală (pășuni, terenuri arabile cultivate, păduri de foioase) încadrată în bioregiunea continentală a Depresiunii colinare a Transilvaniei; ce conservă habitate naturale de tip: Păduri dacice de stejar si carpen și Mlaștini turboase de tranziție și turbării oscilante (nefixate de substrat) și protejează floră și faună rară specifică Dealurilor Lopadei (subunitate geomorfologică a Podișului Târnavelor Mici). 
La baza desemnării sitului se află câteva specii faunistice și floristice  enumerate în anexa I-a a Directivei Consiliului European 92/43/CE din 21 mai 1992 (privind conservarea habitatelor naturale și a speciilor de faună și floră sălbatică); astfel: ivorașul-cu-burta-galbenă (Bombina variegata); trei specii de nevertebrate: cosașul-de-munte-cu-picioare-roșii (Odontopodisma rubripes), rădașca (Lucanus cervus) și un coleopter din specia Carabus hampei. 

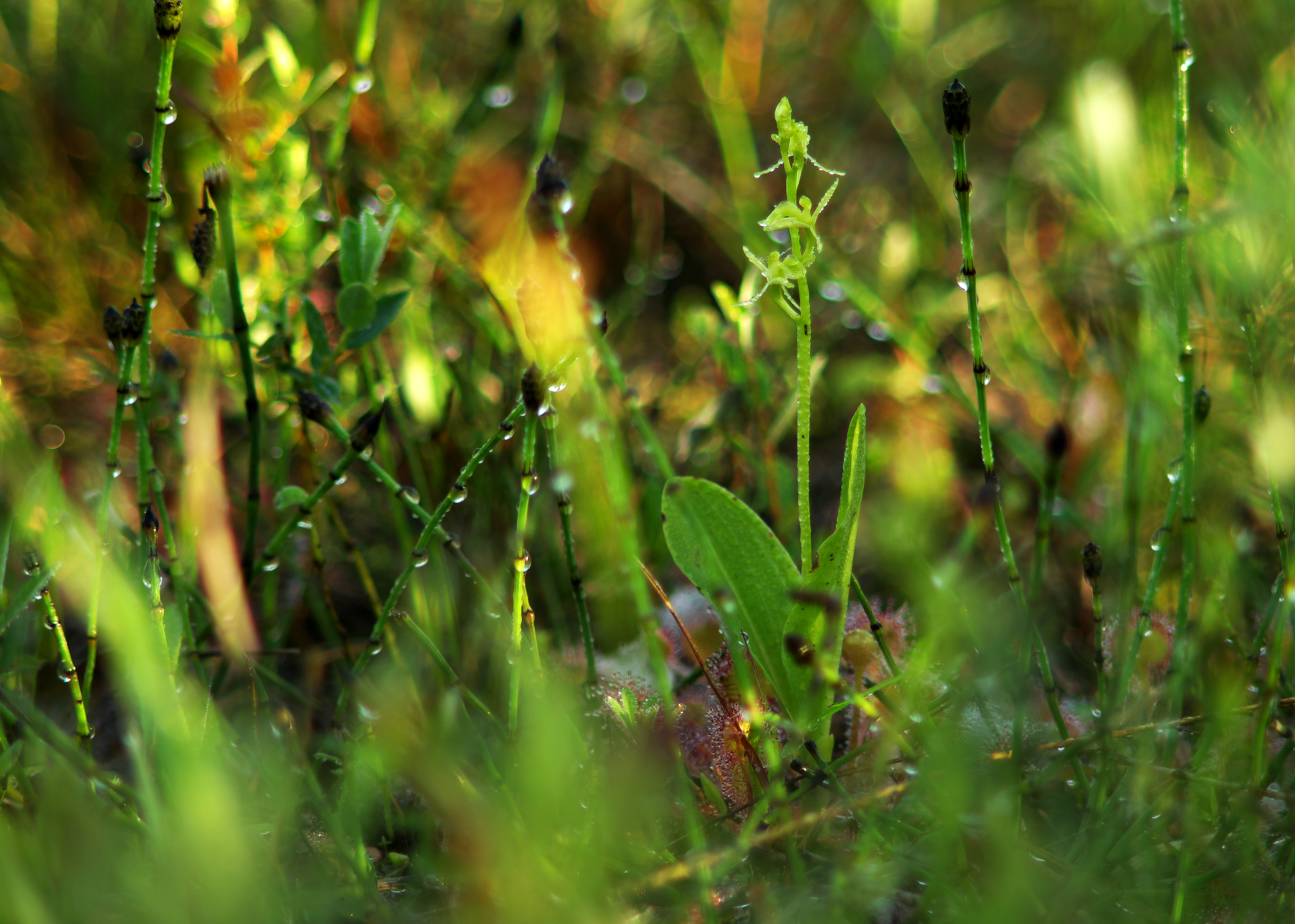
Moșișoare (Liparis loeselii)

Vegetația lemnoasă este formată din arboret și subarboret cu specii de gorun (Quercus petraea), stejar (Quercus robur), stejar pedunculat (Quercus robur), carpen (Carpinus betulus), jugastru (Acer campestre), tei pucios (Tilia cordata), mesteacăn pufos (Betula pubescens), sorb (Sorbus torminalis), scoruș (Sorbus domestica), păducel (Crataegus monogyna), măr pădureț (Malus sylvestris), păr pădureț (Pyrus pyraster), alun (Corylus avellana), lemnul câinelui (Ligustrum vulgare) și salba râioasă (Euonymus verrucosus). 
La nivelul ierburilor este semnalată prezența unei plante rare (protejată la nivel european prin aceeași Directivă CE 92/43 din 21 mai 1992), cunoscută sub denumirea populară  de moșișoare (Liparis loeselii); care vegetează alături de roua cerului (Drosera rotundifolia), leurdă (Allium ursinum), brândușă de toamnă (Colchicum autumnale), sânzâienă (Galium verum), margaretă (Leucanthemum vulgare), sunătoare (Hypericum perforatum), frigare (Geranium palustre), frăgurel (Potentilla micrantha), floarea Paștelui (Anemone nemerosa), găinușe (Isopyrum thalictroides), breabăn (Corydalis solida), rostopască (Chelidonium majus), talpa gâștii (Leonurus cardiaca), trifoi (Trifolium pratense), laptele cucului (Euphorbya amygdaloides), podbal (Tussilago farfara), tătăneasă (Symphytum officinale), coada-calului (Equisetum arvense), ciuboțica cucului (Primula veris), coada șoricelului (Achillea millefolium), mentă (Mentha piperita), păpădie (Taraxacum officinale) și gălbinare (Serratula radiata).

## Căi de acces
- Drumul național DN1 pe ruta: Alba Iulia - Teiuș - Aiud - drumul județean DJ107C spre Băgău.

## Monumente și atracții turistice
În vecinătatea sitului se află numeroase obiective de interes istoric, cultural și turistic (lăcașuri de cult, cetăți, conace, situri arheologice, arii naturale); astfel:
- Biserica de lemn "Sfinții Arhangheli Mihail și Gavril", din satul Turdaș, construcție secolul al XVIII-lea, monument istoric.
- Biserica de lemn „Sf. Gheorghe” din Șpălnaca, construcție secolul al XVIII-lea, monument istoric.
- Biserica de lemn din Cisteiu de Mureș, construcție secolul al XVIII-lea, monument istoric.Biserica de lemn din Cisteiu de Mureș

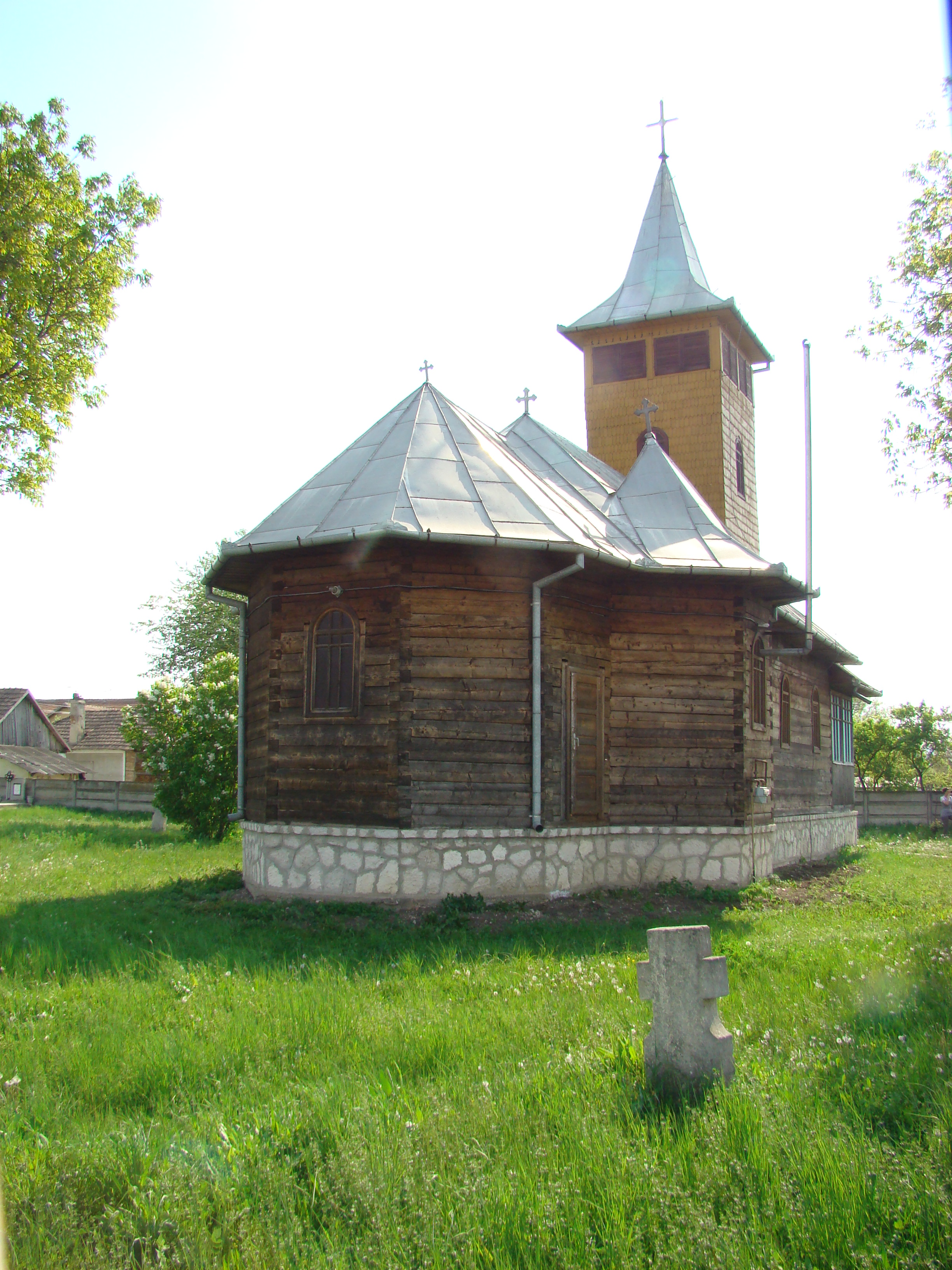
Biserica de lemn din Cisteiu de Mureș

- Biserica reformată-calvină din Turdaș, construcție secolul al XV-lea.
- Biserica "Adormirea Maicii Domnului" din satul Valea Sasului, construită în anul 1790.
- Biserica evanghelică fortificată din satul Șona, construcție secolul al XVI-lea.
- Biserica reformată din satul Sânmiclăuș, construită în stil baroc în anul 1750.
- Ansamblul bisericii reformate din satul Ciumbrud, construcție sec. XIII - înc. sec. XX, monument istoric.
- Biserica "Nașterea Maicii Domnului" din Gârbovița, construcție sec. XIV, modif. sec. XVIII, monument istoric.
- Biserica "Sf. Treime" din Măgina, construcție 1611, monument istoric.
- Biserica unitariană din Sânmiclăuș, construcție secolul al XIII-lea.
- Biserica reformat-calvină din satul Lopadea Nouă, construcție secolul al XV-lea, monument istoric.
- Biserica de lemn "Sfântul Teodor Tiron" din satul Băgău, construcție secolul al XVIII-lea, monument istoric.
- Cetatea Aiudului (Biserica evanghelică-lutherană, Biserica reformată-calvină, Casa voievodală Bethlen, Clădirea oficiului parohial, Clădirea parohială, Vechea casă a clopotarului, Vechea casă parohială evanghelică și bastioanele: Turnul măcelarilor, Turnul croitorilor, Turnul cizmarilor, Turnul blănarilor, Turnul dogarilor, Turnul olarilor, Turnul Kalendas, Turnul lăcătușilor și Turnul porții), construcție sec. XIII - XVIII, monument istoric.
- Conacul "Alexius și Georgius Bethlen" din satul Sânmiclăuș, construcție secolul al XVII-lea.
- Situl arheologic de la Șpălnaca (așezări, necropole datate în: Neolitic timpuriu - Starčevo-Criș, Epoca bronzului, Epoca romană, Hallstatt, Epoca medievală sec. IX - XV, Epoca medievală sec. X - XV, Eneolitic - Petrești).
- Situl arheologic de la Sânmiclăuș (Epoca migrațiilor).
- Ariile protejate Tăul fără fund de la Băgău (rezervația naturală - 7,40 ha) și Pajiștile lui Suciu (sit SCI).